# Новодворский сельсовет (Брестская область)
Новодво́рский сельсовет (белор. Навадворскі сельсавет; до 1960 года — Чуховский) — административная единица в Пинском районе Брестской области Беларуси. Административный центр — агрогородок Новый Двор.

## История
Образован 12 октября 1940 года как Чуховский сельсовет в составе Логишинского района Пинской области БССР. Центр - деревня Чухово. С 8 января 1954 года в Брестской области. После упразднения Логишинского района 25 декабря 1962 года вошел в состав Пинского района. 8 марта 1960 года центр сельсовета перенесен в деревню Новый Двор, а сельсовет переименован в Новодворский, в состав сельсовета переданы деревни: из Лыщевского сельсовета — Стошаны, из Загородского сельсовета — Вяз. 26 августа 2014 года в состав Загородского сельсовета передана деревня Вяз.

## Состав
В состав сельсовета входят следующие населённые пункты:
- Ботово — деревня
- Новый Двор — агрогородок
- Стошаны — агрогородок
- Чухово — агрогородок